# Ferdinand Gregorovius

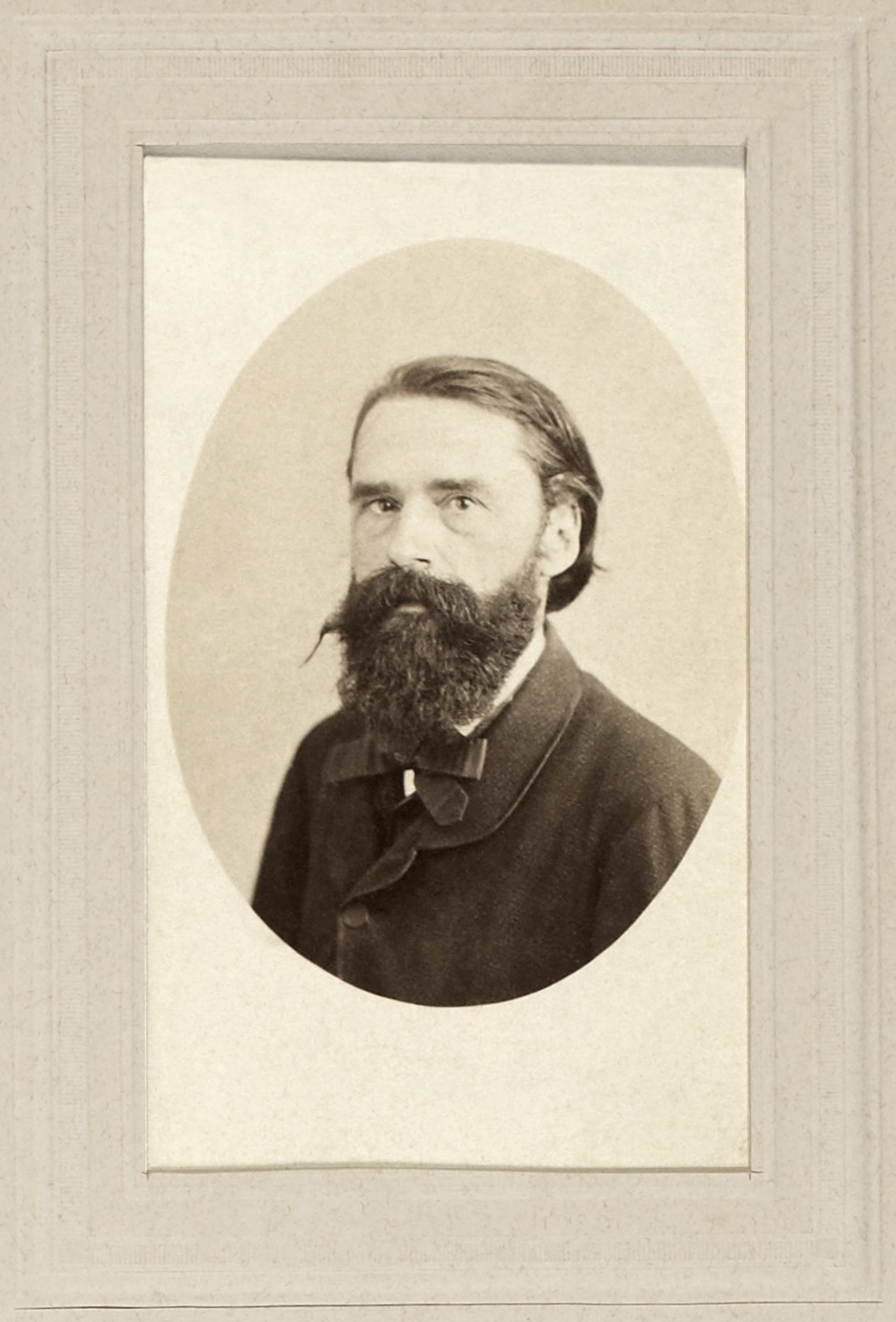
Ferdinand Gregorovius

Ferdinand Gregorovius, född 19 januari 1821 i Neidenburg, Ostpreussen, död 1 maj 1891 i München, Tyskland, var en tysk historiker och författare.
Gregorovius studerade i Königsberg.
Bland hans tidigare arbeten märks Goethe's Wilhelm Meister in seinen socialistischen Elementen (1849). Gregorovius var 1852-1874 bosatt i Italien, och skrev där den omfattande Die Geschichte der Stadt Rom im Mittelalter (8 band, 1859-72), ett klassiskt verk som behandlar staden Rom under medeltid och tidig renässans, vilket ledde till att han utnämndes till hedersmedborgare i Rom. Bland hans övriga skrifter märks Corsica (2 band, 1854), Wanderjahre in Italien (5 band, 1856-77) en redogörelse för de vandringar i Italien som han företog under 1850-talet, Kleine Schriften zur Geschichte und Kultur (3 band, 1887-92), samt Geschichte der Stadt Athen im Mittelalter (2 band, 1889).
Gregorovius var även verksam som lyriker, översättare och utgivare.
Han författade även biografier, bland annat över påven Alexander VI och Lucrezia Borgia.
Postumt utgavs Römische Tagebücher (1892).